# Économie de la Birmanie
L'économie de la Birmanie est l'une des moins développées du monde. L'agriculture représente environ 50 % du PIB, le riz et l'opium mobilisant la majorité des terres cultivées. Le PIB par habitant en 2007 est de 1 900 dollars et ne croît qu'à un taux moyen de 2,9 % par an soit le plus bas taux de croissance d'Asie du Sud-Est.
La Birmanie fait partie de l'Organisation mondiale du commerce depuis le 1er janvier 1995. La capitale économique est Rangoun et la monnaie nationale est le kyat. Depuis 2005, la capitale politique de la Birmanie est Naypyidaw. 
L'économie de la Birmanie est l'une des plus pauvres de l'Asie

## Histoire
Sous le régime colonial britannique, la Birmanie est l'une des régions les plus riches et alphabétisées de l'Asie du Sud, important exportateur de riz et source de 75 % de la production mondiale de teck de l'époque. C'est de plus un vieux pays pétrolier, la Burmah Oil Company étant créée en 1896.
À l'indépendance, en 1948, un gouvernement parlementaire est formé, le premier ministre U Nu tente de faire de la Birmanie un État-providence avec une planification centralisée. Les exportations de riz et de minerais chutent et l'inflation explose.
En 1962, le coup d'État du général Ne Win a conduit à la nationalisation de l'ensemble de l'industrie. Le pays est classé parmi les pays les moins avancés (PMA) par l'ONU en 1987. Si depuis 1988, le régime tente de favoriser modestement le secteur privé, l'économie birmane est l'une des plus planifiées et étatiques du monde, à des taux proches de la Corée du Nord.
L'inflation moyenne était de 30,1 % entre 2005 et 2007. En 2007, le pays était considéré comme le plus corrompu du monde, à égalité avec la Somalie, dans l'indice de perception de la corruption établi par Transparency International (en 2010, il est toujours 176e sur 178).

## Secteurs d'activité
Les principaux secteurs d'activités de la Birmanie, sont l'agriculture, la sylviculture, l'industrie textile, l'industrie joaillière et minière et l'industrie pétrolière.
La Birmanie manque d'infrastructures, les voies ferrées sont vieilles, rudimentaires et peu entretenues. Les routes ne sont généralement pas asphaltées sauf dans les grandes villes. Les coupures d'électricité sont courantes dans tout le pays y compris dans Rangoon. Les marchandises voyagent principalement depuis la frontière avec la Thaïlande, avec un intense commerce de drogues le long de l'Irrawaddy.

### Agriculture
Le riz est le principal produit agricole du pays, il occupe environ 60 % des surfaces cultivées et représente 97 % de la production céréalière totale en poids. Sous le protectorat britannique, Myanmar était le deuxième pays le plus riche du sud-est asiatique : c'était le plus gros exportateur de riz. Dans les années 1930, la production agricole s'est effondrée par suite de la chute des cours du riz, et il fallut des décennies pour qu'elle se redresse. La production de riz a augmenté de 14 millions de tonnes en 1987 et de 19 millions de tonnes en 1996, grâce à l'introduction de variétés à plus hauts rendements, qui couvrent depuis 1988 près de la moitié des surfaces rizicoles et 98 % des surfaces rizicoles irriguées. En 2006, la production birmane rizicole a atteint 25,2 millions de tonnes.
La même année, le pays a produit 7,3 millions de tonnes de cannes à sucre, 950 000 tonnes de maïs, 910 000 tonnes d'arachide, 148 000 tonnes de blé, 163 000 de millet, 59 000 tonnes de coton et 33 000 tonnes de tabac.
La Birmanie, se situant dans le Triangle d’or, est également le deuxième plus grand producteur d'opium au monde, avec 8 % de la production mondiale, et un important producteur d'amphétamines.

### Industries minières
La Birmanie est un important producteur de rubis, de perles, de saphirs et de jade. 90 % de la production mondiale de rubis (Mogok) et de jade( Hpakant ) provient du pays . La majorité de ces pierres sont exportées via la Thaïlande.
La Birmanie est un pays très réputé pour les perles dorées des mers du sud. Dernièrement le pays a mis sa production en vente aux enchères organisées par la compagnie Belpearl à Hongkong en 2013 et ce fut un succès retentissant grâce à des prix élevés payés par la clientèle chinoise. À cette occasion une perle dorée rarissime nommée la “nouvelle aurore de Myanmar” parfaitement ronde et faisant 19 mm de diamètre a été vendue à un acheteur anonyme pour un prix record confidentiel. 
Les conditions d’extraction sont très dures, les compagnies minières employant de nombreux travailleurs illégaux. Les sites attirent également de nombreux travailleurs pauvres qui tentent de trouver des morceaux de jade aux abords des mines.
Des dizaines de personnes à la recherche du jade oublié par les exploitants meurent tous les mois dans les éboulements des mines à ciel ouvert de la région de Hpakant .  Le 21 novembre 2015, une centaine de travailleurs pauvres est tuée par une montagne de remblais qui s'est effondrée, lors d'un glissement de terrain, sur les cabanes de fortune dans lesquelles ils dormaient. Le 2 juillet 2020 s'est produite la plus grave des catastrophes minières : un glissement de terrain emporte près de 300 mineurs et fait des dizaines de blessés à la mine de Wai Khar dans la région de Hpakant ,

### Industrie pétrolière
La Birmanie a une petite production pétrolière à terre. En mer, Total exploite le champ gazier de Yadana, dont la production alimente une centrale électrique à Rangoon, mais surtout va à la Thaïlande. Le marché birman étant limité, un accord de vente de gaz à la Thaïlande a été signé en 1995 : 80 % de la production sont acheminés vers la centrale électrique de Ratchaburi, située à l'ouest de Bangkok et les 20 % restants servent à la consommation intérieure birmane. Le gisement de gaz de Yadana (plus de 140 milliards de m³) est situé dans le golfe de Martaban, en mer d'Andaman, à plus de 300 km au large des côtes birmanes.

### Hydroélectricité
Comme ses voisins thaïlandais et laotiens, la Birmanie dispose potentiellement de très importantes ressources hydroélectriques. Plusieurs importants barrages sont en projet ou en voie de réalisation sur le haut cours de l'Irrawaddy et de ses affluents (barrage de Myitsone). L'électricité produite est principalement destinée au marché chinois.

### Tourisme
Depuis 1992, le gouvernement a encouragé le tourisme. Toutefois, moins de 750 000 touristes entrent dans le pays chaque année. Le tourisme reste néanmoins un secteur en pleine croissance de l'économie de la Birmanie.

## Sanctions commerciales
Une minorité de pays comme les États-Unis, le Canada, et l'Union européenne, ont imposé des sanctions économiques à la Birmanie, en raison de ses violations contre les droits de l'homme. Cette affirmation est à relativiser bien sûr. Les investissements étrangers proviennent ainsi principalement de Chine, du Singapour, de Corée du Sud, d'Inde et de la Thaïlande.
À la suite du soulèvement de masse sanglant de la junte birmane en 1988,  les États membres de l'Union européenne ont mis en œuvre une série de mesures contre la junte. Celles-ci comprenaient la suspension de toute aide au développement au régime et l'embargo sur les armes. Toutes ces mesures ont été intégrées dans une politique étrangère commune connue sous le nom de "Position européenne commune" en 1996. Initialement, ce poste était renouvelé tous les 6 mois. Il est actuellement révisé chaque avril, mais peut être révisé à tout moment.